# Čestmír Jeřábek
Čestmir Jeřábek (18 août 1893, Litomyšl - 15 octobre 1981, Brno) est un écrivain tchèque influencé par le dadaïsme et l'expressionnisme.